# Янгелівка
Янгелівка — село в Україні, в Буській міській громаді Золочівського району Львівської області. Орган місцевого самоврядування — Буська міська рада. Населення становить 26 осіб. До 2020 року села Сидори, Ожидів, Йосипівка, Павлики, Янгелівка, Закомар'я, Застав'є підпорядковувалися Ожидівській сільській раді.

## Географія
Відстань до обласного центру становить 65 км, до районного центру — 25 км, до центру громади становить 13 км, що проходять автошляхами обласного та місцевого значення. Відстань до найближчої залізничної станції Ожидів-Олесько — 6 км.

## Населення
За даними всеукраїнського перепису населення 2001 року у селі мешкало 26 осіб.

### Мова
Розподіл населення за рідною мовою за даними перепису 2001 року був наступним:
| українська | 26 | 100,00 |